# Diecéze řešovská
Diecéze řešovská (latinsky Dioecesis Rzeszoviensis, polsky Diecezja rzeszowska) je  římskokatolická diecéze v Polsku, se sídlem v Řešově, kde se nachází katedrála Nejsv. Srdce Ježíšova. Je součástí přemyšlské církevní provincie, je tudíž sufragánní vůči přemyšlské arcidiecézi. 

## Stručná historie
V rámci reorganizace polské diecézní struktury papež Jan Pavel II. vydal dne 25. března 1992 bulu Totus Tuus Poloniae populus, kterou mj. zřídil diecézi řešovskou  jako sufragánní vůči přemyšlské arcidiecézi. Pod její správu se dostala oblast apoštolské administrautry a části přemyšlské arcidiecéze a tarnowské diecéze.